# Antioh iz Askalona
Antioh iz Askalona, starogrški filozof, * ok. 125 pr. n. št., † ok. 68 pr. n. št.. 
Bil je učenec voditelja Platonove Akademije Filona iz Larise, vendar se je oddaljeval od akademskega skepticizma četrte generacije Akademije, ki so ga poučevali Filon in njegovi sodobniki. Bil je učitelj Cicerona in predhodnik novega elekticizma med poznimi platonisti atenske Akademije. Zavračal je skepticizem in skušal zgladiti razlike in razhajanja med sticizmom, peripatetiki in platonizmom. Nasprotoval je svojemu učitelju Filonu v tezi, da lahko um razloči med resnico in iluzijo. Pri tem je trdil, da obuja načela izvorne Akademije. Z njim se je v filozofiji začela faza, ki jo imenujemo srednji platonizem.

## Življenje
Rodil se je v Askalonu. Študiral je v Atenah, kjer je bil njegov glavni mentor Filon, ki je kasneje postal vodja ti. pete generacije Akademije. Med letoma 87 in 84 pr.n.št. je bil v Aleksandriji skupaj z Lucijem Linijem Lukulom, kasnejšim rimskim vojskovodjem. Med prvo mitriadsko vojno se je nahajal v Aleksandriji, kjer je prav tako imel šolo. Leta 86 so Rimljani opustošili Atene, vključno z Akademijo, in s tem (začasno) prekinili njeno delovanje.  Po vrnitvi v Atene je z Lukulovo politično podporo prevzel vodenje Akademije,. ti. pete generacije, tako kot je bil Filon imenovan za ustanovitelja četrte. Med Sulovo diktaturo se je Cicero umaknil v Atene, kjer je nekaj mesecev poslušal Antiohova predavanja (79 pr.n.št). Umrl pa naj bi okoli leta 68 pr.n.št v Siriji, Damasku, kjer je imel svojo tretjo šolo.
V njegovem času je imel visok ugled. Strabo je označil rojstvo Antioha kot posebnost Askalona. Zelo ga je cenil tudi Cicero, ki ga je pogosto imenoval za najmodrejšega in najboljšega akademika tistega časa.

## Filozofija
Skepticizem se začne s Platonovimi uspešnimi poskusi, da je svoje učence vodil do abstraktnega razmišljanja kot prave metode odkrivanja resnice in da ne bi preveč zaupali čutnim vtisom. Filozofi, ki so prišli za njim so, bodisi z vztrajanjem izključno na negotovosti čutov (kot npr. Arkesilaj, ki je pretiraval s primerjavo vrednosti predvidevanja resnice, ali kot Karnead in Filon razširili enako zmožnost razumnosti in skepticizem, ki se je zdel, da je udaril v korenine vseh resnic, teoretičnih in praktičnih. 
Antioh pa se je od tega mišljenja oddaljil, zato je bil njegov glavni cilj, poleg spodbujanja posameznih doktrin v moralni filozofiji, preučiti razloge našega znanja in naše sposobnosti za odkrivanje resnice. Cicero je napisal knjigo, v kateri je bila popolna predstavitev Antiohove filozofije. Ta knjiga se je izgubila, zato ni mogoče oblikovati popolne sodbe, ali je dosegel svoj cilj ali ne.
Antioh pa se je izšolal tudi, da bi oživil doktrino Stare Akademije. Vendar se v njegovi Akademiji nikakor ni prerodil Platon, ampak elektična mešanica naukov. To je želel doseči tako, da je v nasprotju s Filonom in Karneadom vztrajal, da je intelekt sam po sebi preizkus, s katerim bi lahko razlikovali resnico od laži; ali v jeziku akademikov: razločiti med slikami dejanskih predmetov, in tistimi pojmi, ki niso imeli ustrezne resničnosti. Skeptiki so trdili, da če bi bili dve ideji tako podobni, da ju nebi bilo mogoče razlikovati, za nobeno od njiju nebi bilo mogoče reči, da je znana z večjo gotovostjo kot druga; in če bi vsaka prava ideja imela tako lažno podobo nič ne bi bilo zagotovo znano. Ta utemeljitev je bila zavrnjena, saj je vsebovala standard resnice in laži; na splošno je bila napadena tudi z argumentom, da se tako razsojanje zavrača, ker temelji na načelih, ki so domnevno resnične, in nato ugotavlja, da sploh ni nobenega utemeljenega razloga. Zdi se, da je Antioh tako na strani stoikov v zagovarjanju čutov popolne negotovosti, ki so jo proti njim privedli akademiki. 
Očitno je, da so v takih razpravah preučevali ista vprašanja, kot sta jih prej Platon in Aristotel preučila bolj podrobno, pri analizi narave znanosti in obravnavanju različnih vrst resnice, ker so bili predmet čiste intelektualne hrambe ali samo verjetnega in negotovega znanja. Rezultat je bil poskus oživitve dialektične spretnosti, ki so jo akademiki ignorirali.  Tu se kažejo zapisi o moralnem nauku Antioha. Brez, da bi se podredil paradoksom stoikov ali skepticizmu akademikov četrte generacije je imel v glavnih doktrinah skoraj popolno sovpadanje z Aristotlovimi: sreča obstaja samo v dobronamernem življenju, vendar ni neodvisna od zunanjih zadev. Zato je zavrnil doktrino stoikov, da so vsi zločini enaki, ampak se je strinjal z njimi, da je treba vsa čustva zatreti. Na splošno, čeprav se Cicero nagiba k temu, da ga uvršča med stoike, se kaže, da se je smatral za eklektičnega filozofa in poskušal združiti doktrine stoicizma in aristotelizma, da bi oživil staro akademijo.